# Campo de lava

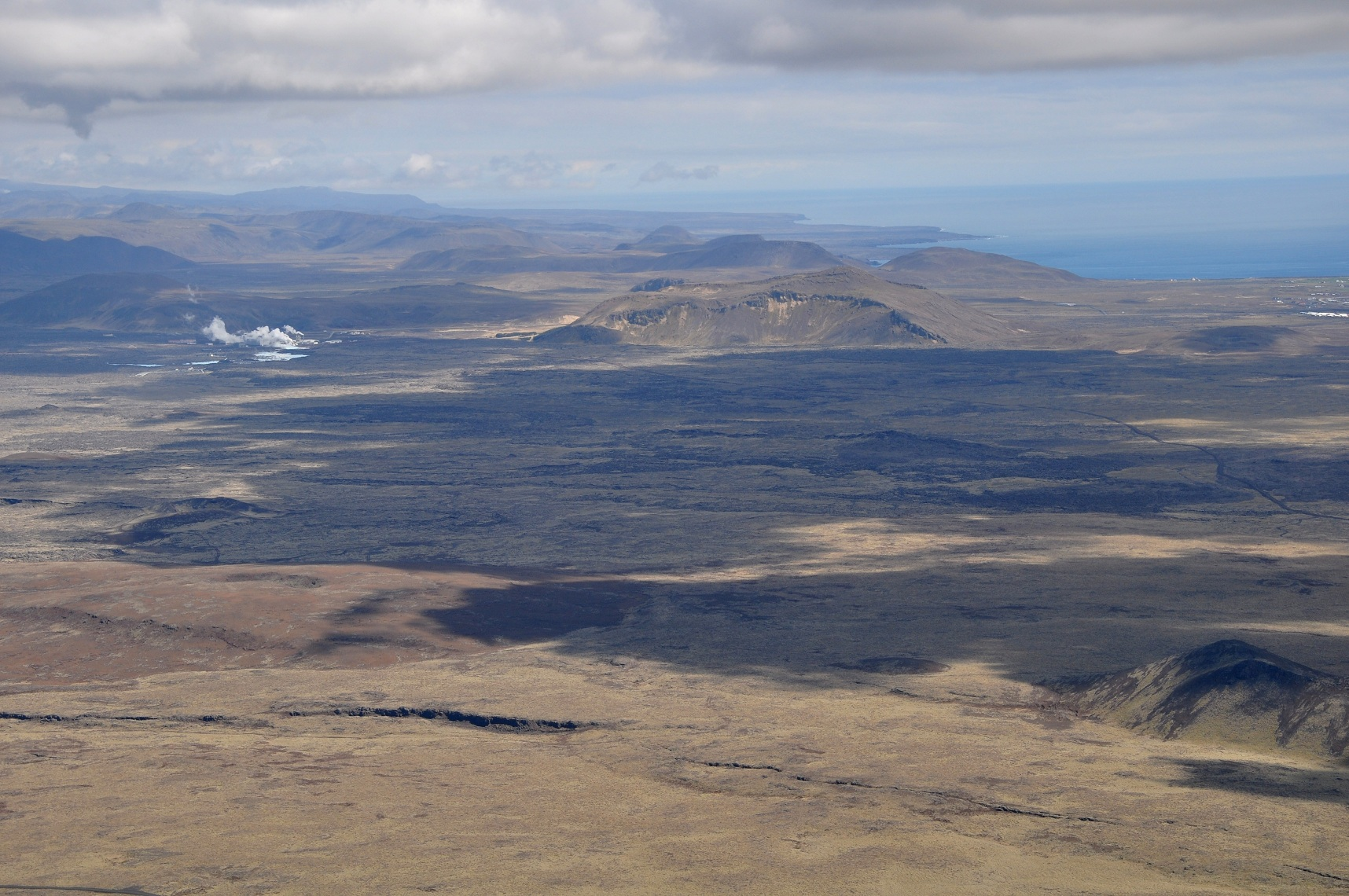
Resíduo estéril de campos de lava no Península de Reykjanes, Islândia.

Um campo de lava, também chamado de planície de lava ou cama de lava, é uma grande extensão de fluxos de lava quase plana. Tais características são geralmente compostas por muita lava fluida de basalto, e pode se estender por dezenas ou mesmo centenas de milhas através do terreno subjacente. A extensão de grandes campos de lava é mais facilmente apreendida a partir do ar ou em fotos de satélite, onde sua cor tipicamente escura, quase preta contrasta nitidamente com o resto da paisagem.
De acordo com o US Geological Survey, campos vulcânicos monogênicos São coleções de cones de cinza, e/ou Maar e fluxos de lava associados e depósitos piroclásticos. Às vezes um estratovulcão está no centro do campo, como no campo vulcânico de San Francisco no Arizona. Os campos de vulcões monogenéticos têm padrões de crescimento sistemáticos que sugerem que representam sistemas magmáticos únicos da mesma maneira que os estratovulcões, mas os vulcões monogenéticos crescem lateralmente em vez de verticalmente (Wood e Shoan, 1984). O mapeamento detalhado indica que alguns cones de cinza em campos monogenéticos (Por exemplo, Cima, Califórnia, e Campo vulcânico da montanha da madeira, Nevada) pode ter tido múltiplas erupções separadas por dezenas a centenas de milhares de anos (Wells, et al., 1989). Assim, alguns cones monogenéticos pode realmente ser poligenéticos.
Esta possibilidade difere das observações de erupções históricas (Wood, 1979), e é fisicamente difícil de entender porque as condutas do cone de cinza são estreitas e devem solidificar dentro de alguns anos de erupção. No entanto, tais erupções múltiplas parecem ter acontecido pelo menos duas vezes: outros cones de cinza precisam ser reexaminados de perto.
Alguns dos mais antigos remanescentes geológicos de planícies basálticas encontram-se no   escudo do Precambriano do Canadá. Erupção no planalto de lavas perto do rio Coppermine Sudoeste do golfo da Coroação na Ártico, construiu um extenso planalto cerca de 1200 milhões de anos atrás, com uma área de cerca de 170 000 km2 (66 000 sq mi), representando um volume de lavas de pelo menos500 000 km3 (Predefinição:Convert/mi3). As lavas são pensados para ter originado a partir de um centro de pluma do manto chamado de Mackenzie hotspot.

## Exemplos notáveis
- Campo de lava Boring (Estados Unidos)[2]
- Harrat Rahat, que ameaçou a cidade de Medina no século XIII (Arábia Saudita)[3]
- Campo de lava Hell's Half Acre (Idaho, Estados Unidos)[4]
- Reykjanes, Islândia (península é principalmente resíduos estéreis de campos de lava)[5]
- St. George, Utah, Estados Unidos (cidade construída ao redor dos campos e blefes coberto em rochas de lava)